# 新清洲駅
新清洲駅（しんきよすえき）は、愛知県清須市新清洲一丁目にある、名古屋鉄道名古屋本線の駅である。駅番号はNH44。
快速急行以下の列車が停車する。現在は当駅で上りはほぼ終日、下りは夕方以降に半数の普通が急行（豊橋発着）を待避し緩急接続を行っている。
また、平日各1本ずつ準急、急行は、特急の通過待ちを行う。

## 歴史
- 1928年（昭和3年）2月3日 - 西清洲駅として開業。
- 1948年（昭和23年）5月16日 - 新清洲駅に改称。
- 1967年（昭和42年）2月16日 - 荷物営業廃止[2]。
- 1970年（昭和45年）12月25日 - 準急停車駅に昇格[3]。
- 1975年（昭和50年）9月1日 - 地下駅舎完成[4]。
- 1976年（昭和51年）
  - 4月1日 - 上下待避線新設[5]。
  - 4月12日 - 急行停車駅となる[5]。
- 2005年（平成17年）1月29日 - 快速急行停車駅となる[6]。
- 2011年（平成23年）2月11日 - ICカード乗車券「manaca」供用開始。
- 2012年（平成24年）2月29日 - トランパス供用終了。
- 2023年（令和5年）12月23日 - 特殊勤務駅となり、土休日のみ終日無人化[7]。

## 駅構造
待避設備を備えた2面4線の島式ホームを持つ地上駅。名古屋方面は当駅から本笠寺駅まで同一方向の緩急接続が出来ない（構造上、金山駅でも緩急接続は可能だが本数が多いため一部時間帯を除き行わない）。特殊勤務駅で、窓口営業時間は平日の7:30～10:30（土休日は休業）。2023年12月22日までは終日有人駅であった。改札口はホームの南端（名古屋側）地下に存在。かつては地上に存在した。改札口付近に自動券売機（継続manaca定期乗車券及び新規通勤manaca定期乗車券の購入も可能ではあるが、クレジットカードでの決済は7:00～22:00の間に限られる）と、自動精算機（ICカードのチャージ等も可能）を備えている。ホームが狭いため、列車通過の際は利用客に対して危険を知らせるアナウンス（自動放送）が流れる。エレベーターやエスカレーターは無く、ホーム嵩上げ等のバリアフリー化工事は未着手である。列車案内はLED式で、ホーム幅の関係上、他の駅のものより小さなものが使われている。
直線上にある駅だが弾性分岐器が採用されていないため、通過列車も100 - 110km/hの速度制限を受ける。かつて岐阜方にはノーズ可動式の分岐器が使われていた。
改札口周りも狭いため、自動改札機の一部を横向きに配置するなど、レイアウトには苦心の跡が見られる。なお、改札口前の通路はスロープを利用して自転車の通行も可能である。
高架化計画があり、2023年（令和5年）度に工事を着工、2040年（令和22年）度に工事を完了する予定。

### のりば
| 番線 | 路線          | 方向 | 行先                   | 備考   |
| ---- | ------------- | ---- | ---------------------- | ------ |
| 1    | NH 名古屋本線 | 下り | 名鉄一宮・名鉄岐阜方面 | 待避線 |
| 2    | NH 名古屋本線 | 下り | 名鉄一宮・名鉄岐阜方面 | 本線   |
| 3    | NH 名古屋本線 | 上り | 名鉄名古屋・金山方面   | 本線   |
| 4    | NH 名古屋本線 | 上り | 名鉄名古屋・金山方面   | 待避線 |

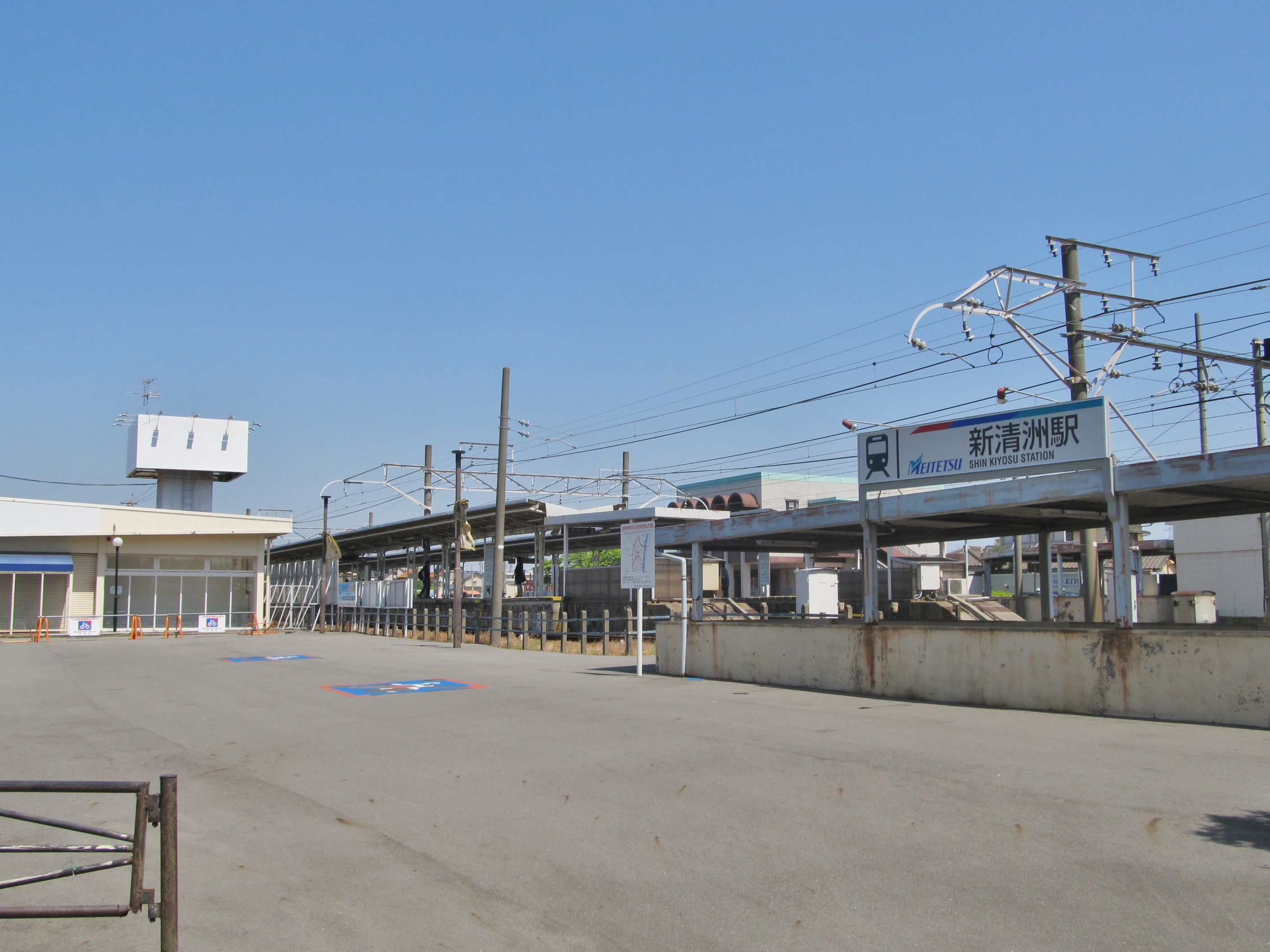
西口
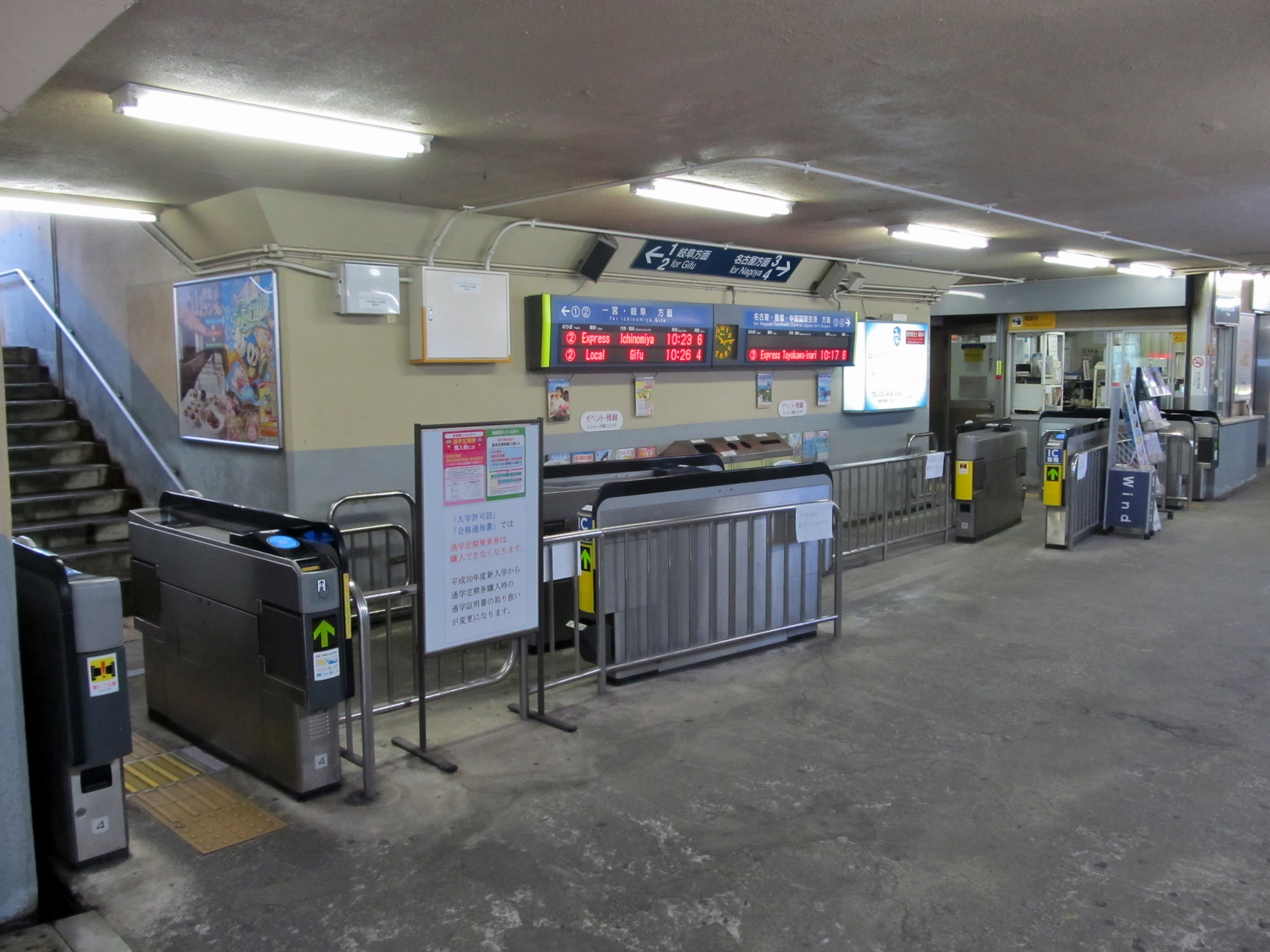
地下改札口
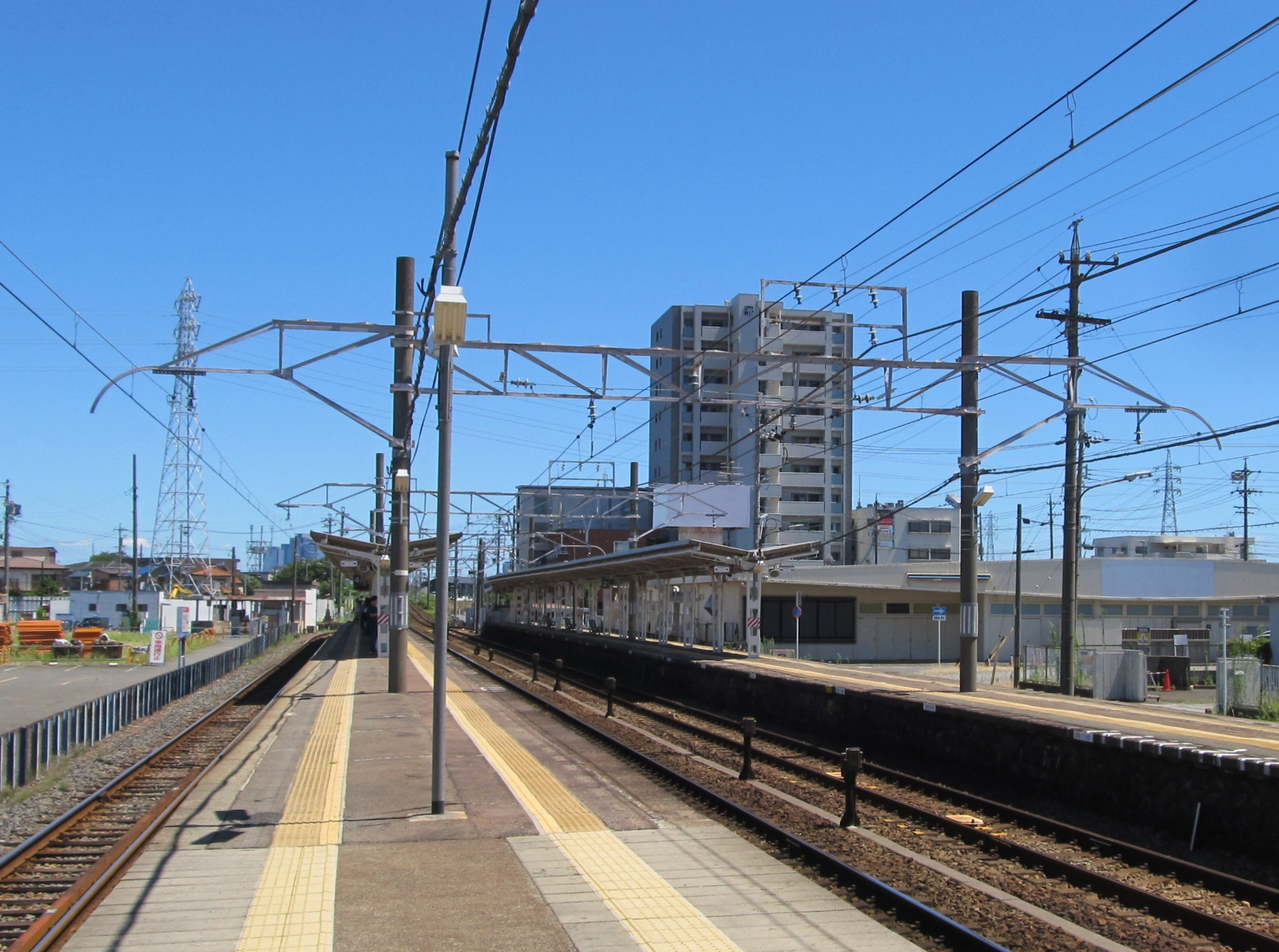
ホーム
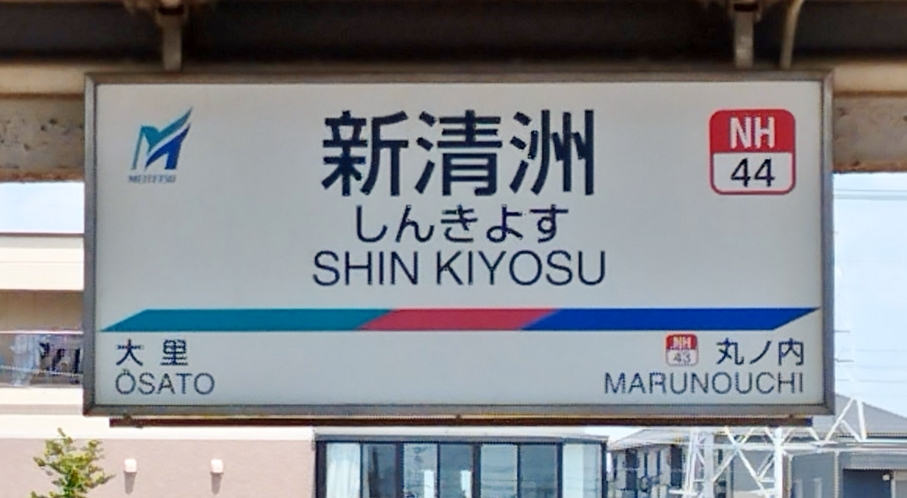
駅名標

### 配線図
| ← 名古屋方面 | 新清洲駅 構内配線略図 | → 一宮・ 岐阜方面 |
| 凡例 出典:   |                       |                   |

## 利用状況
- 移動等円滑化取組報告書によると、2023年（令和5年）度の1日平均乗降人員は7,574人であった[1]。
- 『名鉄120年：近20年のあゆみ』によると2013年（平成25年）度当時の1日平均乗降人員は7,853人であり、この値は名鉄全駅（275駅）中49位、名古屋本線（60駅）中18位であった[12]。
- 『名古屋鉄道百年史』によると1992年（平成4年）度当時の1日平均乗降人員は8,238人であり、この値は岐阜市内線均一運賃区間内各駅（岐阜市内線・田神線・美濃町線徹明町駅 - 琴塚駅間）を除く名鉄全駅（342駅）中53位、 名古屋本線（61駅）中23位であった[13]。

『愛知県統計書』、『愛知県統計年鑑』各号によると、一日平均乗車人員の推移は以下の通りである。
| 年                 | 乗車人員 | 乗車人員 | 備考                            |
| 年                 | 総数     | 定期     | 備考                            |
| ------------------ | -------- | -------- | ------------------------------- |
| 1949（昭和24）年度 | *1030    |          | 期間は1949年5月 - 1950年4月末   |
| 1950（昭和25）年度 | *984     |          | 期間は1949年11月 - 1950年10月末 |
| 1951（昭和26）年度 | *1195    |          | [ 16 ]                          |
| 1952（昭和27）年度 | 1029     |          | [ 17 ]                          |
| 1953（昭和28）年度 | 1149     |          | [ 18 ]                          |
| 1954（昭和29）年度 | 1214     |          | [ 19 ]                          |
| 1955（昭和30）年度 | 1302     |          | [ 20 ]                          |
| 1956（昭和31）年度 | 1446     |          | [ 21 ]                          |
| 1957（昭和32）年度 | 1493     |          | [ 22 ]                          |
| 1958（昭和33）年度 |          |          |                                 |
| 1959（昭和34）年度 |          |          |                                 |
| 1960（昭和35）年度 |          |          |                                 |
| 1961（昭和36）年度 |          |          |                                 |
| 1962（昭和37）年度 |          |          |                                 |
| 1963（昭和38）年度 |          |          |                                 |
| 1964（昭和39）年度 |          |          |                                 |
| 1965（昭和40）年度 |          |          |                                 |
| 1966（昭和41）年度 |          |          |                                 |
| 1967（昭和42）年度 |          |          |                                 |
| 1968（昭和43）年度 |          |          |                                 |
| 1969（昭和44）年度 |          |          |                                 |
| 1970（昭和45）年度 |          |          |                                 |
| 1971（昭和46）年度 |          |          |                                 |
| 1972（昭和47）年度 |          |          |                                 |
| 1973（昭和48）年度 |          |          |                                 |
| 1974（昭和49）年度 |          |          |                                 |
| 1975（昭和50）年度 |          |          |                                 |
| 1976（昭和51）年度 |          |          |                                 |
| 1977（昭和52）年度 |          |          |                                 |
| 1978（昭和53）年度 | 3110     | 1993     | [ 23 ]                          |
| 1979（昭和54）年度 | 3348     | 2186     | [ 24 ]                          |
| 1980（昭和55）年度 | 3550     | 2337     | [ 25 ]                          |
| 1981（昭和56）年度 | 3644     | 2407     | [ 26 ]                          |
| 1982（昭和57）年度 | 3811     | 2485     | [ 27 ]                          |
| 1983（昭和58）年度 | 3758     | 2454     | [ 28 ]                          |
| 1984（昭和59）年度 | 3865     | 2519     | [ 29 ]                          |
| 1985（昭和60）年度 | 3847     | 2496     | [ 30 ]                          |
| 1986（昭和61）年度 | 3880     | 2537     | [ 31 ]                          |
| 1987（昭和62）年度 | 3932     | 2557     | [ 32 ]                          |
| 1988（昭和63）年度 | 4097     | 2687     | [ 33 ]                          |
| 1989（平成元）年度 | 4132     | 2703     | [ 34 ]                          |
| 1990（平成02）年度 | 3994     | 2651     | [ 35 ]                          |
| 1991（平成03）年度 | 4180     | 2780     | [ 36 ]                          |
| 1992（平成04）年度 | 4130     | 2748     | [ 37 ]                          |
| 1993（平成05）年度 | 4051     | 2681     | [ 38 ]                          |
| 1994（平成06）年度 | 3968     | 2626     | [ 39 ]                          |
| 1995（平成07）年度 | 3886     | 2611     | [ 40 ]                          |
| 1996（平成08）年度 | 3749     | 2489     | [ 41 ]                          |
| 1997（平成09）年度 | 3585     | 2365     | [ 42 ]                          |
| 1998（平成10）年度 | 3627     | 2438     | [ 43 ]                          |
| 1999（平成11）年度 | 3576     | 2399     | [ 44 ]                          |
| 2000（平成12）年度 | 3525     | 2371     | [ 45 ]                          |
| 2001（平成13）年度 | 3448     | 2281     | [ 46 ]                          |
| 2002（平成14）年度 | 3399     | 2246     | [ 47 ]                          |
| 2003（平成15）年度 | 3424     | 2274     | [ 48 ]                          |
| 2004（平成16）年度 | 3449     | 2271     | [ 49 ]                          |
| 2005（平成17）年度 | 3505     | 2282     | [ 50 ]                          |
| 2006（平成18）年度 | 3560     | 2311     | [ 51 ]                          |
| 2007（平成19）年度 | 3633     | 2365     | [ 52 ]                          |
| 2008（平成20）年度 | 3767     | 2481     | [ 53 ]                          |
| 2009（平成21）年度 | 3782     | 2542     | [ 54 ]                          |
| 2010（平成22）年度 | 3798     | 2558     | [ 55 ]                          |

* 千人単位からの概算値

## 駅周辺
当駅から南へ徒歩で20分ほど進むとあま市甚目寺地区に入る。
高架化に合わせ　周辺では土地区画整理情報が行われている。
- 清須市役所 清洲庁舎（旧・清洲町役場）
- 清洲駅 - JR東海道本線
- 美濃路（美濃街道） - 清須宿
- 愛知県立五条高等学校
- ヨシヅヤ清洲店

## 隣の駅
名古屋鉄道
NH 名古屋本線
□ミュースカイ・□快速特急・■特急
通過
□快速急行・■急行
須ヶ口駅（NH42） - 新清洲駅（NH44） - （一部の快速急行と急行は大里駅（NH45）） - 国府宮駅（NH47）
■準急
須ヶ口駅（NH42） - 新清洲駅（NH44） - 大里駅（NH45）
■普通
丸ノ内駅（NH43） - 新清洲駅（NH44） - 大里駅（NH45）
※ かつては当駅 - 大里駅間に増田口駅が存在した。